# Championnat de France de rugby à XV 1945-1946
Navigation
1944-1945 1946-1947
Le championnat de France de rugby à XV de première division 1945-1946 est remporté par la Section paloise qui bat le FC Lourdes en finale.
Le championnat compte deux groupes, un premier de 54 clubs répartis en neuf poules de six et qui en qualifie 27, et un second d'une centaine de clubs qui qualifie 5 clubs. Les 32 clubs qualifiés sont répartis en huit poules de quatre, seize sont qualifiés pour le tour suivant qui comprend quatre poule de quatre. Les matchs se jouent en aller simple (pas de matchs aller-retour) 
Les vainqueurs de chaque poules disputent des demi-finales qualificatives pour la finale.

## Contexte

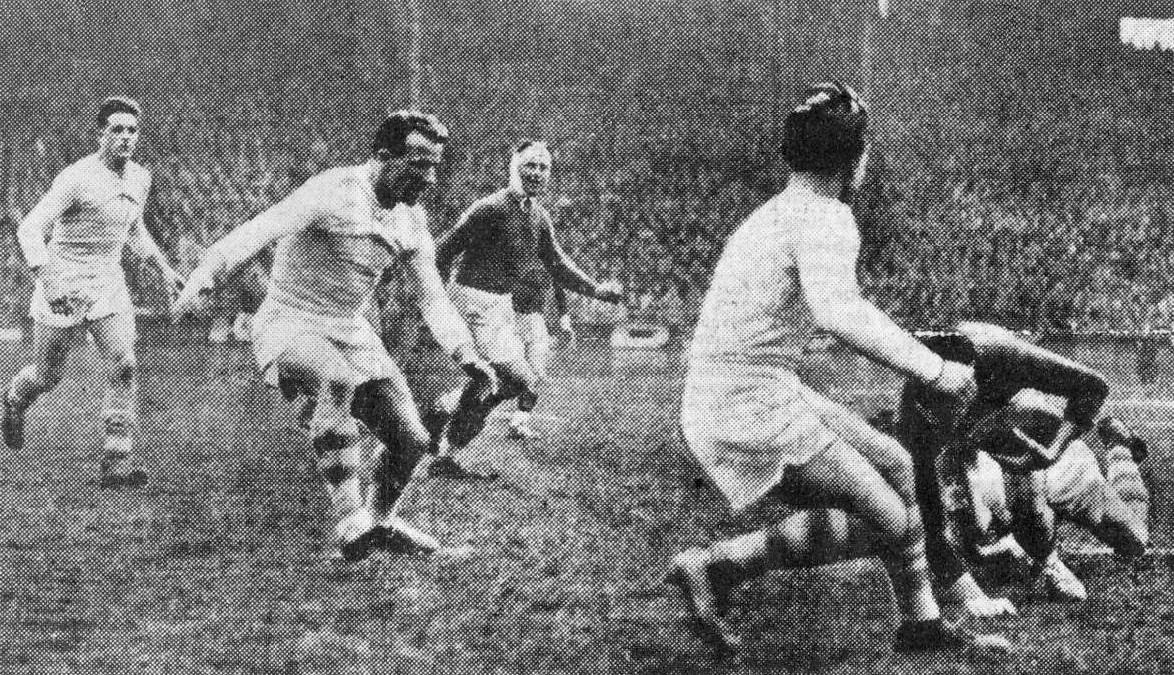
Finale 1946, le lourdais Chanfreau (foncé) plaqué, Dutrey son équipier au centre, les palois Desclaux (G., en clair), Lasalle (centre) et Duthen (D.) sont en embuscade.

La Coupe de France de rugby à XV est remportée par le Stade toulousain qui bat la Section paloise en finale 6-3.

## Poule 1
- Section paloise
- Stade toulousain
- US Montélimar
- AS Montferrand

## Poule 2
- FC Lourdes
- Stade aurillacois
- RC Narbonne
- US Tyrosse

## Poule 3
- USA Perpignan
- AS Soustons
- PUC
- CA Périgueux

## Poule 4
- RC Toulon
- *FC Grenoble
- SU Agen
- US Bourg-en-Bresse

## Demi-finale
- Section paloise-USA Perpignan 6-3
- FC Lourdes-RC Toulon 5-4

## Finale
| Équipes         | Section paloise - FC Lourdes |
| Score           | 11-0 |
| Date            | 24 mars 1946 |
| Stade           | Parc des Princes, Paris |
| Arbitre         | Jean Callède |
| Les équipes     | |
| Section paloise | Paul Moncassin, Lucien Martin, Henri Larrat, Pierre Aristouy, Édouard Salsé, Jean Lauga, Paul Theux, André Rousse, Théo Cazenave, Auguste Lassalle, Jean Estrade, Pierre Lauga, René Desclaux, Robert Duthen, Jean Carmouze         |
| FC Lourdes      | Daniel Saint-Pastous, Fernand Carassus, Eugène Buzy, Joseph Dutrey, René Chaubet, François Soro, Jean Prat, Jean Davant, René Barzu, Charles Peyrade, Guy Faget, Jésus Cano, André Chanfreau, Bettino Pallavicini, Georges Bernadet |
| Points marqués  | |
| Section paloise | 2 essais par Lauga et Cazenave 1 transformation et 1 pénalité par Carmouze |
| FC Lourdes      | |